# خیرپور، پاکستان
خیرپور (به اردو: خیرپور) شهری در ایالت سند کشور پاکستان است که در سرشماری سال ۲۰۰۶ میلادی، ۱۲۷٫۸۵۷ نفر جمعیت داشته است.